# ノーマーク爆牌党
『ノーマーク爆牌党』（ノーマークばくはいとう）は、片山まさゆきによる日本の麻雀漫画。『近代麻雀オリジナル』にて1989年2月号から1997年4月号まで連載された。単行本は全9巻。

## 概要
『ぎゅわんぶらあ自己中心派』・『スーパーヅガン』などそれまでギャグが強かった片山の漫画だが、麻雀理論に則ったリアルで緻密な闘牌シーンが花開いた最初の作品である。とはいえ、当初はギャグ漫画の色が濃く、作者曰く『見切り発進』のまま話が進んでいった。のちに「麻雀に流れなんて無い」と言い切る爆岡に対して「色の支配」と呼んでいる流れ理論で立ち向かう鉄壁という構図が生まれ、また、茶柱・八崎らのサブキャラクターも立っていき、8年にわたる長期連載となった。
闘牌シーンは麻雀ライターの馬場裕一が全面協力しており、実際に作者本人が麻雀を打ちながら理論的に闘牌シーンを描いていたなど（片山は下手なプロ顔負けの麻雀理論・雀力を持っている漫画家として知られている）、その立体的な闘牌は極めて高く評価されている。また、作者は競技麻雀に関心を抱いており、プロ雀士へのリスペクトとも語っている（実際、片山は競技麻雀の大会にも幾度となく出場しており、第1回麻雀最強戦優勝者でもある）。この本格的な闘牌や麻雀理論、そしてライバル同士の図式を描いた構図は、『牌賊! オカルティ』でも再現されている。

## あらすじ
同じ大学に通い、雀荘「どら道楽」でよく麻雀を打つ大学生の鉄壁保、当大介、九蓮宝燈美。ある時、彼らの前に突然爆岡弾十郎（通称：爆弾）なる男が現れた。鉄壁や大介は爆岡と勝負するが負ける。その後、爆岡は万利休という老人の推薦を受けて麻雀界の三大タイトルの1つ達人戦の予選に参加する。爆牌と自ら名づけた相手の手牌を読み切り余り牌を狙うという天才的な打牌を武器に決勝まで進んだ爆岡は、タイトルホルダー・稲瀬功一を降して達人位を獲得する。更に満強位・茶柱、雀竜王・鬼押出も倒して麻雀界のタイトルを独占する。
その後も稲瀬・茶柱・八崎などのトッププロが何度か挑戦するが毎回返り討ちにし、3年の月日が流れた。その間にも爆岡は勝ち続け、3大タイトルの3年連続計9連覇を果たしていた。
それに挑戦するのが、爆岡をライバル視している鉄壁である。鉄壁は爆牌で派手に勝つ爆岡とは対照的に爆守備と呼んでいる非常に堅い打ち筋でプロの道を進んでいた。爆岡V10が期待される達人戦で鉄壁は3年前の雀竜王戦での痛烈な敗北の雪辱を果たすべく、爆牌の研究・分析を重ねて挑む。しかし勝利を目前にしながら、精神的な弱さから屈辱の逆転負け。だがその敗北にもめげず、新戦術色の支配を編み出して爆岡へ挑戦を続ける。敗北を繰り返しながらも少しずつ差を詰めて行き、爆牌の謎に迫っていく。翌年のリニューアルされた達人戦決勝の席で、鉄壁はライバルの茶柱・八崎・大介とともに再び爆岡に挑戦する…。

## 主要登場人物
爆岡 弾十郎（ばくおか だんじゅうろう）
特徴的な髪型をした青年。8月5日生。本編の主人公だが、作品後半からはボス的立場となる。全ての牌を読みきった上で、相手からロン牌を引き出すことを目的にした「爆牌」を操る天才雀士。周囲からは奇異な打法としてしか理解されず常に侮られていたが、登場後すぐにメインタイトル3つを奪取し、その後も3年連続全タイトルを防衛するなど奇跡的な強さを誇っていた。女性に手が早く、弱味を見せて同情を誘う方法で同時に複数の関係を持っていたが彼の「麻雀」を理解できる女性はいなかったため、孤独を感じていた様子。前半はよく喋り、自らを天才と名乗るほどの自信過剰気味の性格であったが、後半は頂点に立つことにプレッシャーを感じたのか口数や心理描写が少なくなった（対戦者に対する傲岸不遜な態度は変わらなかった）。最後は自分の価値観の範囲でしか読みの規準を広げる事が出来なかった為、鉄壁に敗れてしまい、達人戦のタイトルを喪う。一人どこかへと去った後は連絡がつかなくなってしまい行方不明となった為、残るタイトル2つも剥奪されたことが描写されている。
鉄壁 保（てっぺき たもつ）
頭身の低いパーマの青年。神奈川県出身、8月25日生で、爆岡と同い年。第一話で爆岡に出会い、その打ち筋に魅せられて麻雀プロの世界へと足を踏み入れる。途中からは彼が主人公となり、爆岡をいかに倒すかの物語へと変わっていく。
「爆守備」と呼んでいる堅い打ち筋で、雀荘のデータではトップ率はさほどでもないものの、平均で半荘20回に一度しか最下位にならないという辛抱の麻雀を打つ。作中では「ベタオリさせたら日本一」「鉄壁の下家でトップを取った者はいない」とまで評されている。一方で、トップ目が高く重い手を作らないという思い込みから、プロ試験で稲瀬の攻撃を甘く見たり、爆岡への打ち込みでラスを引かされた事がある。また、爆岡へのライバル心が高じて、運での勝利を嫌ったり、場が自分の思い通りに進行しないと途端に崩れる脆い面を持っていた。物語途中に爆牌に開眼するが自ら拒否する一幕もある。爆守備に加え、独自に「ツモ牌に色の偏りがある」という「色の支配」を見出し、この2つを武器に何度も爆岡に挑戦する。
理性的過ぎる程の打ち筋を基本としながらも、自分の信じる不合理な打牌を実行出来る点は爆岡と奇妙に符合する。爆岡と違い、鉄壁は他人の価値観に対し、自分がどう行動するかに価値を見出していた事が明暗を分けた。物語の最後は、彼の台詞で幕を閉じる。
九蓮 宝燈美（ちゅうれん ぽとみ）
作中の紅一点で、長髪と右分けの前髪が特徴。広島県出身、3月9日生、鉄壁らと同い年。鉄壁と同じく爆岡に刺激を受けて麻雀プロとなる。とにかく高い符を目指す、「爆テンパネ」（麻雀の得点計算#符を参照）と自ら名づけた打ち筋を駆使する。そのフォームゆえプロの中では思うように成績を残せず、イロモノ扱いされてしまったこともあるが、点数計算など基本的な雀力は大介より余程しっかりしており、爆牌対策が立てられずにスランプ気味の鉄壁を降してタイトル戦決勝に進出したこともある。この漫画のヒロイン的存在で、爆岡や大介に何度も迫られ（麻雀プロ内では、マドンナの様な扱いを受けている）、爆岡の誘いには乗りそうになるが、以前爆岡と付き合っていた女性から忠告され、難を逃れる。明言してはいないが、本人の心は鉄壁にあることが随所に匂わされており、鉄壁の麻雀を誰よりも理解し、何度も彼のサポートをしている。
当 大介（あたり だいすけ）
鉄壁と同じく爆岡に刺激を受けて麻雀プロとなる。しかし鉄壁や九蓮とは違い、のちに成績不良による降格を喰らいプロ資格を剥奪された。素人同士の叩き合いに強く、トップ率は高いものの同様にラス率も高い、典型的なイケイケ麻雀の打ち筋。腕は悪いのだがそれに気づいていない上、基本的な麻雀の知識に欠けているにもかかわらず自信過剰なので、周囲からは馬鹿にされている。観戦者から打ち筋を酷評される一方、茶柱に「こいつ、ただのシロウトじゃない」と評されるように、驚異的な確率で役満をあがる天賦の才能「爆役満」や、自分の流れに他者を巻き込むある意味での強さは持っており、大会決勝に何度も顔を出し、一般予選を2回優勝している。また、前述のような打ち筋のために、爆岡の意表を突くことが多く（稲瀬曰く「あまりに格が違うために読みが噛み合わなくなる」）、爆岡を倒すために八崎や稲瀬からサポートされたことがある。技術的な向上はあまり見られなかったが、終盤には爆岡を倒すため全く素振りを見せずにブラフを決めるなど、場の状況を読んで行動できていた。物語中最後に描かれた達人戦は一般予選を優勝、本選で4位入賞し、決勝卓に残っている。
茶柱 立樹（ちゃばしら たつき）
爆岡に奪われるまで満強位のタイトルを持っていた男性麻雀プロ。新潟県出身、11月6日生、爆岡らとは2歳年上。相手の打ち方に惑わされず牌の流れを読み自らの打ち筋を貫く「牌流打ち」という絶対的打法で、爆岡が現れるまでは天才の名をほしいままにしていた。その正確な読みはプロを相手にした時に最も威力を発揮するらしく、満強位戦では（決勝シードを持っていたとは言え）連覇に連覇を重ねていた一方、達人戦や雀竜王戦では決勝に進めないこともあった。劇中最後の達人戦決勝卓5人のうちの一人。既婚者。モデルは金子正輝。
稲瀬 功一（いなせ こういち）
爆岡に奪われるまでは達人位のタイトルを持っていた。精神的な強さを持ち、達人位3連覇の実績を持つ。前半は出番も多く、「爆連荘」の使い手を自称していたが、後半は八崎に出番を奪われ脇役になってしまった。しかし真面目そうに見えて茶目っ気とユーモアあふれるキャラクターで理論的で味のある闘牌解説を行う。既婚者で、生後間もない子持ち。視力は0.05。爆岡を麻雀プロに誘うなど早くからその才能を見抜いていた。モデルは井出洋介。
八崎 真悟（やつざき しんご）
麻雀プロの一人。福岡県出身、12月8日生で、爆岡らとは3歳年上。初登場時はオーラスで平然と2着確定あがりをするような地味なキャラであったが、後半は「伝説」に拘る打撃派の打ち筋で決勝の常連となる。「リードは守るものではない、広げるものだ」「麻雀にあるのは流れなどではなく意思だけだ」等、数々の名言を持つこの漫画の名脇役である。その傲慢で強引な打ち筋と自身に対する絶対的な自信は他者をねじ伏せることで確立しているらしく、茶柱や爆岡の策にハマり大きな手に振り込んだりすると途端に手がしぼむというメンタル的な脆さも持っている。劇中最後の達人戦決勝卓5人のうちの一人。なお作者としては当初はモブ扱いのつもりだったのが巻が進むにつれキャラが立ってきたことから、最終巻のあとがきにて「あんたに助演男優賞をあげたい」とコメントしている。
鎌板地 迅（かまいたち じん）
速攻を得意とする若手プロの1人。カッパのマスターに18歳未満と間違われる童顔の25歳。爆岡に挑戦した達人戦の予選では、平均和了巡が7巡目と驚異的な記録を持つ。しかし周りのプロからは「腰が軽い」と批判されていた。
岩田（いわた）
競技麻雀プロ。鎌板地と同じ達人戦で爆岡に挑戦した。暴力団関係と間違われるほどの強面ながら、落ち込んでいる鉄壁に発破をかけに来るなど優しい一面も。プロとしての矜持・意識もしっかり持っているが、そのためにオニオン砂椅子と対立したことがある。爆岡に勝つことは出来なかったが、的確な読みで描写されている限りでは爆牌に一度も振り込んでいない。最終話のエピソードでタイトルを取っている。
オニオン砂椅子（おにおんすないす）
満強位戦Aリーグのベテランプロで、回し打ちを得意とする。他人の横槍で決勝を逃してしまう場面が多い。麻雀プロとしてのマナーや立ち振る舞いにこだわりを持っているため爆岡を目の敵にするが、爆岡のブーム時には取材を受けるために「爆岡を拾って育てたのは自分」と吹聴していた。また対局中に鬼押出と口論する茶柱を叱責しているが、達人戦決勝では親の跳満放銃から立ち直る姿を応援する素振りも見せている。名前のとおりタマネギのような形の頭部をしている。
海鼠 踏彦（なまこ ふみひこ）
Bリーグプロで、爆岡の後ろで牌譜を採り続けてきた。第12回雀竜王戦でついに爆岡に挑戦するが、爆牌の幻影を恐れすぎてしまい惨敗する。脇役だが「すべての牌が読みきれてナンボ」と爆牌の本質について最初に明言し、また鉄壁に本爆牌とランダム爆牌の違いに気づくヒントを与えるなど、ストーリー上重要な役割を担った。なお「色の支配」を見破っているが、ヒントの礼に鉄壁から教えてもらったのか、牌譜を採る中で自力で気が付いたのかは言及されていない。
鬼押出 登（おにおしだし のぼる）
本業はコラムニストで、爆岡が現れるまでは雀竜王位を持っていた雀豪。「爆牌や流れなど無い」と言い切り対局中に茶柱と口論した。最初は爆岡を酷評しつつ、爆牌を「全ての牌を読むが、運が絡む麻雀では勘を拠り所にする必要がある」と考えたが、「流れなんて無い」と言い切った爆岡の爆牌に徹底的に翻弄された挙句敗北、自信を無くして競技麻雀を引退した。モチーフは天野晴夫。
箸休（はしやすめ）
満強位戦で新人ながら予選ぶっち切り1位の勢いで爆岡に挑戦するが、決勝戦20局中12局連続ハコ（持ち点0）という不名誉な記録をつくり田舎へ帰っていった。登場はたった4ページ（12コマ）ながら、読者に強いインパクトを与えて去っていった端役である。
カッパのマスター
雀荘「どら道楽」のマスターで鉄壁たちに親切にしてくれる。宝燈美が「緑」から連想するほど外見は河童そのものだが、なぜ普通に人語を解し雀荘を経営しているのかは不明。当初のギャグ漫画路線を象徴するようなキャラクターだが、作品がシリアスになってキャラクターの頭身が伸びて以降も退場することなく当初のデザインのまま登場し続けている。
万利休（まんのりきゅう）
最初に爆岡の才能を見抜いて、プロにしようとした人物。しかし、作中では「ただ麻雀界に長くいたというだけで、何の功績もない人」と評されている。前半は解説役として頻繁に登場していたが麻雀の腕前は素人同然であり、知識を自分で打つ場合に活かせないタイプ。鉄壁の爆牌研究に影で協力している。後半はフェードアウトした。

## 爆牌のシステム
爆牌とは、爆岡が打つ反セオリー的な打牌のこと。リスクに見合わない極端な危険打牌を揶揄する麻雀用語「暴牌」をもじった言葉。本人曰く「ピントを合わせる牌」。モーションが大きく、煙が出る特徴があるのですぐに分かる。爆牌には本爆牌とランダム爆牌の2種類があり、この違いを発見したことが鉄壁の爆岡攻略のカギとなる。爆岡のピントの合ったときの手牌読みは超能力のレベルであり、第一打から爆牌を打つこともあるため単純に捨て牌や副露、他家のしぐさで読んでいるわけではない。鉄壁が一度爆牌を打ったとき、「頭が勝手に相手の手牌を想像している」状態と表現している。爆岡曰く「バカみたいに麻雀打ってりゃ一生に一度くらいはある」相手の手牌が全て見えてしまう瞬間を意図的に発現する打法であり、爆岡は爆牌の感覚をつかむまでに3年かかったと作中で述べている。しかし、どれだけピントが合っても山の牌を読むことはできない。ただ作者が当作品は見切り発進であったと認めており、爆牌の定義や特徴に関しては巻数によって矛盾や揺れがある。

### 本爆牌とランダム爆牌
本爆牌
他家の手牌を完全に読みきったときに出る爆牌。この場合、確実に相手の余り牌を狙っている。他家3人すべての手を読んで、ドミノ爆牌（複数の対局相手がチー・ポンをした結果、最終的に出てくる余り牌を狙う。その様がまるでドミノのようであることから）を打つこともある。限りなく完璧に近い他家の手牌読みの結果である為、その実現には情報収集が不可欠である。
ランダム爆牌
4局に1回の割合で打つ爆牌。完全にランダムな切り方をしており、作中では「人の意志のないコンピューターの思考ルーチンのような打ち方」と表現されている。そのため通常見られないリーヅモ小三元などというあがり形も見られる。
ピントを合わせるために打つ牌であり、八崎と鉄壁の考察によれば「爆牌を打つ局で確実にあがるため、事前にランダム爆牌を見せておくことでちぐはぐな印象を与え、『今は爆岡の流れではない』『今なら与し易い』と思わせ獲物に前へ出てこさせる」ために打つ模様。
どれだけ合理的な読みをしても、相手が不合理な打ち方（鉄壁・稲瀬のノーテンリーチ、その他プロなら有り得ないミスなど）をした場合、爆牌は効果を発揮しない。
そういった紛れを無くすため、たとえ素人に貶められるような酷い捨て牌になっても爆牌を使うためには必要な撒き餌なのだと思われる。
（事実、低レートの素人相手にも必ず先にランダム爆牌で相手の思考レベルを推し量ってから爆牌を使っている（設定の固まっていなかった1巻ではその限りではない））。
ランダム爆牌を使った局の後、読みのフォーカスを合わせるための2局を挟んで本爆牌が発動する。
他プレイヤーから見れば、本爆牌の神秘性を高める心理的効果があるようだ。物語中盤で、爆岡の「卓上の情報から他家の手牌を正確に推測する」「標的とされた人物が余剰牌を打ち出すように仕向け、その牌であがる」と言う戦法が知れ渡り他プレイヤーに警戒されるようになった際に煙幕の役割を果たし、爆牌の解析を行う鉄壁を最終決戦の後半まで悩ませた。相手の手の内を晒させる為の手筋だが、運良くあがれたらあがれたで相手を混乱させる効果がある。爆岡は、同種の牌の暗刻使い・槓子使いを必要とする変則多面聴を、日常的に多用するほど引きが強い事も手伝って、長きに渡って業界を混乱に陥れた。
「ランダムに打ってよくテンパるな。やっぱ、すげーな」と評されているが、実際はランダムに打って聴牌する確率は極めて低い。ただし、爆岡は他家の手牌を推測する能力が並外れて高いので、読みの副産物として消去法で山に残る牌の推測を行いながら打っている可能性はある。

### 欠点
爆牌は相手の余り牌を狙うため、手役や待ちの広さを犠牲にする場合がある。作中では「爆牌はつくづく損な技だぜ」と評されている。余り牌を狙っていることが相手にも知られているために、逆に牌を止められる場合も多い。対戦相手も徐々に爆牌への理解を深めていき、特に鉄壁は最終的に爆牌の真理を掴んだ。単純に勝つためにはツモあがりしやすい待ちでリーチしたほうが効率的だが、爆岡は愚直に爆牌を打ち続けた。その理由を稲瀬は「爆岡は天才であり、芸術として爆牌にこだわっているから」と指摘している。しかし、そのこだわりは素人（牌効率や手役、セオリーに反する打牌をする）である大介には通用せず、彼に打ち込むことが多く、大介は「爆岡の芸術を台無しにする男」と評されている。その事からも判るように、読みの基準である爆岡自身の打ち筋は効率を重視する理性的なスタイルである為、他人の破天荒な打牌を予測出来ず仕留め損なう場面もあった。また、爆岡自身の読みが余りに正確過ぎる事が対戦相手に狙いを見抜くヒントになってしまっている。
上記のように、山の牌を読めないこと、相手の選択肢を逆手に取るため、狙いを止められた上で選択肢を失うリーチには、爆牌を打つ意味を失ってしまうことになり、鉄壁が爆岡を倒すために色の支配を用いて挑んだ戦法である。
また、満強位の予選では3人に完全にベタオリされて爆牌を打つ事なくラスを引いた事もある。

## その他
- 5枚目の牌
  - 本作中において爆岡弾十郎は5枚目のをツモっている。また第7巻160pにおいてドラ表示牌をあわせて5枚目のを切っている。
  - 第3巻136pでも5枚目のを爆岡の対戦相手がツモっている。

## ゲーム
- ノーマーク爆牌党 史上最強の雀士達：1995年9月29日、容量12Mbit、エンジェル。スーパーファミコン用ソフト。
  - 登場人物に「麻雀のマナー」のAIが組み込まれており、オーラスで無意味な1000点上がりなどをしないのが特徴（但し、原作でそういうマナーに無頓着な人物である当大介などは平気でやってくる）。
  - 選べるモードの一つである「フリー対戦」では隠しキャラとして爆岡が出現する。条件は、「タイトル戦」で爆岡から一つでもタイトルを奪う、または「片チン認定」で100点を取ったセーブデータが存在すること。本来はランダムに乱入してくるが、キャラを選択してはキャンセルするのを繰り返せば確実に出現させられる。

### 4つのモード
フリー対戦
半荘一回切りの対戦。爆岡が面子に加わることもある。
タイトル戦
優勝を目指して全キャラクターと4季のタイトル戦を行う。
レッスン
師匠に選んだ雀士が何を切ればいいのかを教えてくれる。
片チン認定
選択肢から何を切るかを選ぶことでプレイヤーの実力を判定してくれる。対局を行いながらのクイズ形式。その場面に応じた捨て牌の選択など全10問が用意されている。問題の難度は10段階がある。100点を取った時には問題の解説が表示される。
- ノーマーク爆牌党 ：2011年6月17日、クリエイターズビレッジ。Android端末用アプリ。配信はGゲー。

- 麻雀やろうぜ!シリーズ

PlayStation及びPlayStation 2用麻雀ソフト。片山まさゆき作品総出演の中で、当作品から爆岡、鉄壁、宝燈美、茶柱、八崎と5人のNPCが出演するほか、カッパのマスターも登場している（ただし、キャラクター名は九蓮宝燈美→九連宝燈美、八崎慎吾→八崎真吾となっている）。

## 刊行物等
- 近代麻雀コミックス（竹書房） 全9巻

## 実写映画

### キャスト（実写映画）
- 爆岡弾十郎 -石田明（NON STYLE）
- 鉄壁保 - 矢本悠馬
- 九蓮宝燈美- 長澤茉里奈
- 当大介 - 高崎翔太
- 万利休 - モロ師岡

### スタッフ（実写映画）
- 監督・脚本 - 富澤昭文
- 配給  - AMGエンタテインメント